# Sikar
Sikar là một thành phố và là nơi đặt hội đồng đô thị (municipal council) của quận Sikar thuộc bang Rajasthan, Ấn Độ.

## Địa lý
Sikar có vị trí 27°37′B 75°09′Đ / 27,62°B 75,15°Đ Nó có độ cao trung bình là 427 mét (1400 feet).

## Nhân khẩu
Theo điều tra dân số năm 2001 của Ấn Độ, Sikar có dân số 184.904 người. Phái nam chiếm 52% tổng số dân và phái nữ chiếm 48%. Sikar có tỷ lệ 64% biết đọc biết viết, cao hơn tỷ lệ trung bình toàn quốc là 59,5%: tỷ lệ cho phái nam là 73%, và tỷ lệ cho phái nữ là 54%. Tại Sikar, 16% dân số nhỏ hơn 6 tuổi.